# Georg Lindhagen
Daniel Georg Lindhagen, född 27 juli 1819 i Askeby socken, Östergötlands län, död 5 maj 1906 i Stockholm, var en svensk astronom. 

## Biografi
Han var bror till Albert Lindhagen och far till Arvid, Anna, Emmy och Manne Lindhagen.
Lindhagen blev student vid Uppsala universitet 1837, var amanuens vid observatoriet där 1843–1846 där och blev filosofie magister 1848. Efter att från 1847 ha haft en provisorisk anställning blev han 1849 ordinarie astronom vid Pulkovo-observatoriet, vilken befattning han, samtidigt med att han, från 1850, var docent i astronomi vid Uppsala universitet, behöll till 1855, då han av svenska Vetenskapsakademien utnämndes till biträdande astronom vid Stockholms observatorium. År 1859 blev han ledamot av nämnda akademi och var 1866–1901 dess ständige sekreterare. År 1865 tilldelades han professors namn. Han var därjämte ledamot av bland annat Vetenskapssocieteten i Uppsala (1859; hedersledamot 1889), Krigsvetenskapsakademien (1866) och Fysiografiska sällskapet i Lund (1869).
På uppdrag av vetenskapsakademien i Sankt Petersburg besökte Lindhagen 1849 Kristiania för förhandlingar angående fullbordandet av de i sammanhang med den stora rysk-skandinaviska gradmätningen (Struves meridianbåge) stående gradmätningsoperationerna i Finnmark samt utförde 1850 för detta ändamål, på uppdrag av norska regeringen, dels astronomiska bestämningar av polhöjd och asimut i närheten av Hammerfest, dels, tillsammans med norske dåvarande premiärlöjtnanten Frederik L. Klouman, geodetiska arbeten i närheten av Alten. Lindhagen föreslog att man även borde utföra gradmätning norr om Hammarfest, nämligen på Svalbard, då man där kunde mäta ytterligare 4 meridiangrader . Detta ledde senare till den svensk-ryska gradmätningsexpeditionen.
År 1851 utförde han på uppdrag av vetenskapsakademien i Sankt Petersburg, för avslutande av de ryska gradmätningsoperationerna i Norden, dels astronomiska bestämningar av polhöjd och asimut i Torneå, dels en trigonometrisk förbindning av det ryska triangelnätet med det svenska, dels gemensamt med svenska geodeter en basmätning i trakten av Övertorneå.
År 1860 reste han till norra Spanien för att iaktta den totala solförmörkelsen den 18 juli samma år (en berättelse om denna resa finns införd i Vetenskapsakademiens "Öfversigt", 1860.) Tillsammans med flera andra svenska geodeter utförde han 1863, 1864, 1867 och 1869 geodetiska och astronomiska arbeten inom landet för Sveriges deltagande i den europeiska gradmätningen samt verkställde 1865 tillsammans med Carl Fredrik Fearnley och Hans Schjellerup longitudbestämningar emellan de astronomiska observatorierna i Stockholm, Köpenhamn och Kristiania.
Av Lindhagens arbeten kan nämnas de i ryska vetenskapsakademiens publikationer intagna Über die Genauigkeit der Sternörter in Lalande's Catalog (Bulletin, 1848), De numero constante aberrationis et parallaxi annua stellæ polaris, ex ascensionibus rectis hujus stellæ, quæ in specula pulcovensi annis 1842–1844 observatæ sunt, deductis (Mémoires, del V), Bericht an den Herrn Director der Hauptsternwarte över hans ovannämnda vetenskapliga expeditioner till norska Finnmark (Bulletin, 1851) och Lappland (Bulletin, 1852), bägge i fransk översättning införda i Friedrich Georg Wilhelm von Struves Arc du méridien entre le Danube et la Mer glaciale, Über den geodätischen Theil der norwegischen Gradmessungsoperationen (i Struves Arc du méridien).
Vidare kan nämnas hans uppsats (under medverkan av Georg Sabler) i The Astronomical Journal, Volume IV, Comparison-Stars of Bielas Comet, Observed at Pulkowa with the Repsold Meridian-Circle, samt Om terrestra refraktionens theori (Vetenskapsakademiens handlingar, 1857), Komparationer mellan Struves dubbeltoise och den för svenska Vetenskapsakademiens räkning förfärdigade kopian av densamma (Vetenskapsakademiens handlingar, 1862), Geografiska ortbestämningar på Spetsbergen av professor A.E. Nordenskiöld, beräknade och sammanställda (Vetenskapsakademiens handlingar, 1862), Längenbestimmungen zwischen den Sternwarten in Stockholm, Kopenhagen und Christiania (Vetenskapsakademiens handlingar, 1890), Geodätische Azimuthbestimmung auf der Sternwarte in Lund (bihang till nämnda handlingar, 1891) och Berättelser om hvad sig tilldragit inom Kongl. Vetenskaps-akademien under åren 1867–1900 (nämnda akademis "Öfversigt" för dessa år). Efter Charles-Eugène Delaunays Cours élémentaire d'astronomie bearbetade Lindhagen Astronomiens grunder (tre delar, 1858–1861).
År 1909 lät Vetenskapsakademien prägla en minnespenning över Lindhagen, och i samband därmed författade Klas Bernhard Hasselberg en levnadsteckning över honom.